# Tania Di Mario
Tania Di Mario (Roma, 4 de maio de 1979) é uma jogadora de polo aquático italiana, campeã olímpica.

## Carreira
Di Mario disputou quatro edições de Jogos Olímpicos pela Itália: 2004, 2008, 2012 e 2016. Integrou o elenco da Itália que conquistou a medalha de prata nos Jogos do Rio de Janeiro, sendo a única remanescente do time campeão olímpico de Atenas 2004.